# Cardiocondyla mauritanica
Cardiocondyla mauritanica é uma espécie de formiga do gênero Cardiocondyla, pertencente à subfamília Myrmicinae.